# Тархань (Сасовский район)
Тарха́нь (тат. Тархан) — татарское село в Сасовском районе Рязанской области России. Входит в состав Новоберёзовского сельского поселения.

## Географическое положение
Находится в южной части Сасовского района, в 25 км к югу от райцентра на реке Цна.
Ближайшие населённые пункты:

— село Колдамышево в 200 м к юго-востоку по грунтовой дороге;

— село Старое Берёзово в 1 км к северо-западу по грунтовой дороге.
Ближайшая железнодорожная станция Сасово в 25 км к северу по асфальтированной дороге.

## Природа

Заросший берег Цны в окрестностях села

### Климат
Климат умеренно континентальный с умеренно жарким летом (средняя температура июля +19 °С) и относительно холодной зимой (средняя температура января −11 °С). Осадков выпадает около 600 мм в год.

### Рельеф
Высота над уровнем моря 95–102 м.

### Гидрография
Село находится на левом высоком берегу Цны, вплотную прилегая к уступу поймы.

### Почвы
В долине и пойме Цны почвы аллювиальные (суглинки и супеси), выше, к юго-западу переходящие в чернозём.

## История
Село издавна является местом проживания татар. В 1697 г. упоминаются служилые татары д. Тархан и их вотчины. В 1833 г. была построена деревянная мечеть, в 1874 г. она была перестроена:

Перестроить пятивременную мечеть в селе Тархан Шацкого уезда и назначить её соборную по тому уважению, что к приходу в деревне Тархан, состоящему из 210 душ прибавилось из шести деревень, именно из Тенсюпина, Больший и Малый Студенец, Ярно[во]й, Алешни, Рязановой, 251 душа и что мечеть та будет в длину 20 и сени в 5 аршин, ширины 9 аршин, вышины до крыши 6 аршин, печь одна, окон 10 и 2 в сенях, минара из потолка вверх 30 аршин, крыша будет крыта тесом.— ЦГИА РБ. Ф. 295, оп. 3, д. 8445.
В 1893 г. Тархань входила в Ново-Берёзовскую волость Шацкого уезда Тамбовской губернии. С 2004 г. и до настоящего времени входит в состав Новоберёзовского сельского поселения. До этого момента входила в Новоберёзовский сельский округ.
Исследование истории Новоберезовского поселения изложено на официальном сайте Администрации Новоберезовского сельского поселения http://novoberezovskoye.gov62.ru.

## Население
| 1984 | 2002 | 2007 | 2010 |
| ---- | ---- | ---- | ---- |
| 40   | ↘13  | ↘12  | ↘9   |

## Инфраструктура
Объекты социальной инфраструктуры отсутствуют.

### Дорожная сеть
В 250 м от села проходит асфальтированная дорога межрайонного значения Алёшино — Ямбирно. Асфальтированного подъезда к населённому пункту нет, только грунтовая дорога.

### Транспорт
Связь с райцентром осуществляется автобусным маршрутом пригородного значения № 106 Сасово — Ямбирно. Автобусы средней вместимости (ПАЗ-3205) курсируют несколько раз в сутки, ежедневно.

### Связь
Электроэнергию село получает по транзитной ЛЭП 10 кВ, от подстанции 35/10 кВ «Студенец» (резерв от подстанции 110/35/10 кВ «Теньсюпино»).

### Образование
Некогда существовала татарская средняя школа — мектебе.

## Интересные факты
Населённый пункт с аналогичным названием есть в Шацком районе.